# Patrologie
Patrologia este disciplina care se ocupă cu studiul textelor Părinților Bisericii. Disciplina care se ocupă cu viața și activitatea Părinților Bisericii se numește patristică.

## Subramuri
- Patrologia Graeca - scrieri în limba greacă (162 volume).
- Patrologia Latina - scrieri în limba latină (217 volume).
- Patrologia Orientalis, care include scrierile Părinților din Biserica Orientală, în: siriacă, gî'îz, coptă și armeană, a fost adăugată după moartea lui J.P. Migne.

## Semnificațiile termenului
Anumiți teologi, în special cei germani, fac distincție între "Patrologie" și "Patristică". Josef Fessler, de pildă, definește Patrologia ca fiind disciplina teologică ce oferă toate mijloacele necesare pentru a analiza și înțelege lucrările Sfinților Părinți, ocupându-se de autoritatea, autenticitatea și problemele lor de interpretare, în timp ce "Patristica" este disciplina teologică prin intermediul căreia toate aspectele legate de credință, morală sau disciplină cuprinse în lucrările Sfinților Părinți sunt păstrate. Totuși, aceste distincții nu sunt observate cu strictețe și nici nu apar a fi necesare, ele nefiind decât părți componente ale studiilor patristice, încorporate în teologia fundamentală. 
Un alt înțeles al termenului este legat și de colecția lucrărilor complete ale Sfinților Părinți, publicată de Jacques-Paul Migne: "Patrologia Latina" și "Patrologia Graeca".